# Eois expressaria
Eois expressaria là một loài bướm đêm trong họ Geometridae.